# Distrikt Soplin
Der Distrikt Soplin liegt in der Provinz Requena in der Region Loreto in Nordost-Peru. Der Distrikt wurde am 20. Juli 1946 gegründet. Er erstreckt sich über eine Fläche von 4698 km². Beim Zensus 2017 wurden 666 Einwohner gezählt. Im Jahr 1993 lag die Einwohnerzahl bei 502, im Jahr 2007 bei 613. Die Distriktverwaltung befindet sich in der 123 m hoch gelegenen Ortschaft Nueva Alejandría (Curinga) mit 232 Einwohnern (Stand 2017). Nueva Alejandría befindet sich 107 km südlich der Provinzhauptstadt Requena.

## Geographische Lage
Der Distrikt Soplin liegt im Osten der Provinz Requena. Er erstreckt sich über das Einzugsgebiet des Río Blanco, rechter Nebenfluss des Río Tapiche. Östlich des Río Blanco befindet sich das Schutzgebiet Reserva Nacional Matsés.
Der Distrikt Soplin grenzt im Südwesten an den Distrikt Alto Tapiche, im Westen an den Distrikt Tapiche, im Nordosten an den Distrikt Requena sowie im Osten an den Distrikt Yaquerana.